# ایزابل بایراکداریان
ایزابل بایراکداریان (ارمنی: Իզաբել Բայրաքդարյան؛ انگلیسی: Isabel Bayrakdarian؛ زادهٔ ۱ فوریه ۱۹۷۴) خواننده اپرا سوپرانو ارمنی‌تبار اهل کانادا است. وی از سال ۲۰۰۰ میلادی تاکنون مشغول فعالیت بوده است.

## زندگی اولیه
او در زحله، در یک خانواده ارمنی متولد شد و به عنوان یک نوجوان به کانادا نقل مکان کرد. او در سال ۱۹۹۷ مدرک کارشناسی علوم کاربردی در مهندسی پزشکی را از دانشگاه تورنتو اخذ کرد.

## جوایز
وی چهار مرتبه پی در پی برنده جایزه جونو شده است.

## گزیده فیلمشناسی
- آرارات (فیلم) (۲۰۰۲)
- همسر مسافر زمان (فیلم) (۲۰۰۹)